# Moissy-Cramayel
 (mars 2017).
Pour l’article homonyme, voir Moissy-Moulinot.
Moissy-Cramayel est une commune française située dans le département de Seine-et-Marne en région Île-de-France et rattachée à la communauté d'agglomération Grand Paris Sud Seine-Essonne-Sénart depuis le 1er janvier 2016.

## Géographie

### Localisation
L'agglomération se trouve à 31 km de Paris (Porte de Bercy), à 11 km de Melun et à 10 km de Brie-Comte-Robert.

### Communes limitrophes
Le territoire de la commune de Moissy-Cramayel est entouré de ceux des communes de Lieusaint, Combs-la-Ville, Évry-Grégy-sur-Yerre, Réau et Savigny-le-Temple. Le plan d'intendance n'est pas daté, mais lesdits plans de Seine-et-Marne ont été dressés entre 1777 et 1789, pour le cadastre de Bertier de Sauvigny.
|                   | Combs-la-Ville    | Évry-Grégy-sur-Yerre |
| Lieusaint         | Moissy-Cramayel   |                      |
| Savigny-le-Temple | Savigny-le-Temple | Réau                 |

### Géologie et relief
La commune est classée en zone de sismicité 1, correspondant à une sismicité très faible.

### Hydrographie

#### Réseau hydrographique

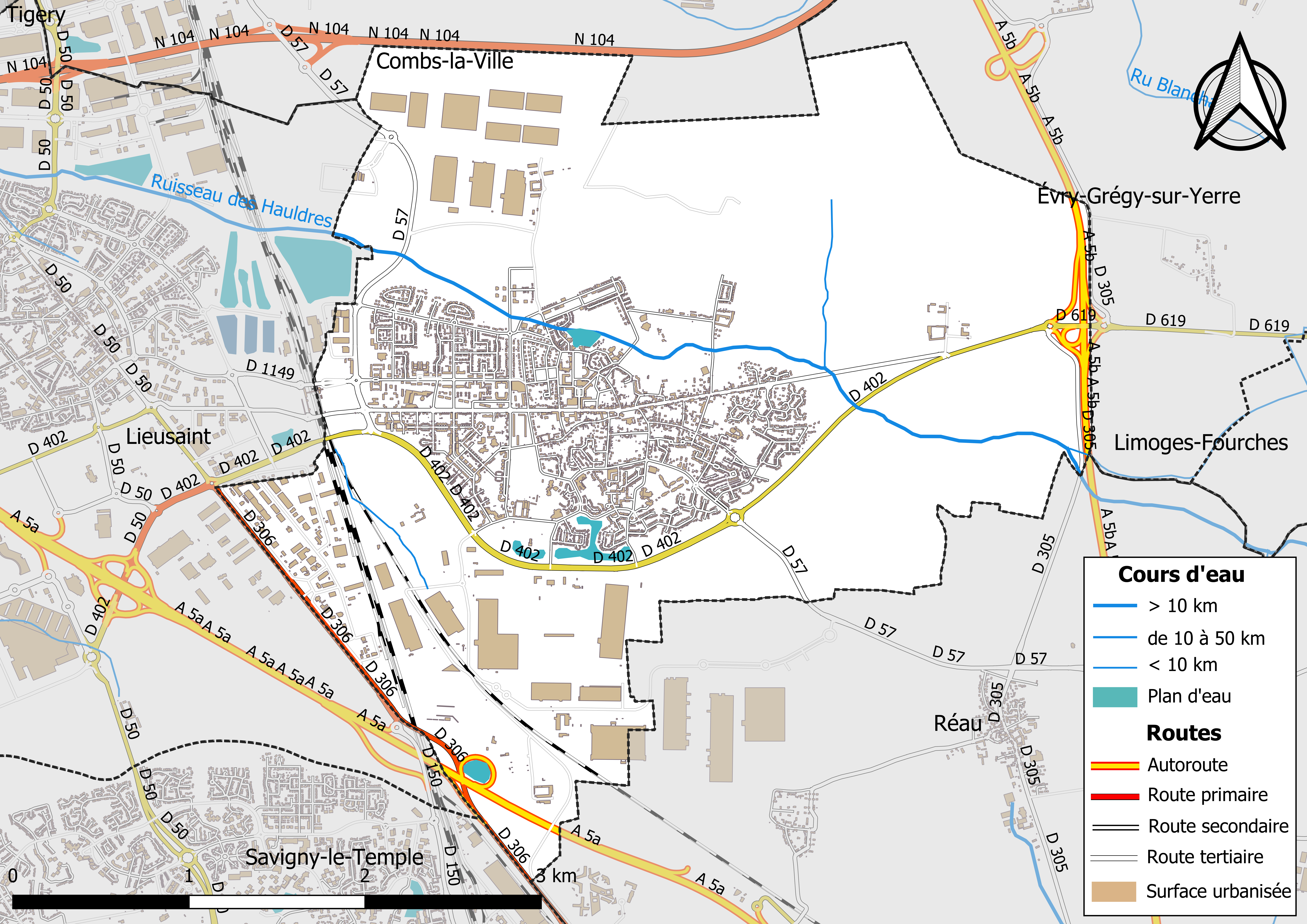
Carte des réseaux hydrographique et routier de Moissy-Cramayel.

Le réseau hydrographique de la commune se compose de  quatre cours d'eau référencés :
- le ruisseau des Hauldres, 17,14 km[4], affluent de la Seine ;
  - le fossé 01 de la Commune de Moissy-Cramayel, 1,00 km[5], et ;
  - le fossé 01 des Pièces de Galande, 2,41 km[6], affluents du ruisseau des Hauldres ;
- le fossé 01 de la Ferme Chaintraux, 1,02 km[7].

La longueur totale des cours d'eau sur la commune est de 6,84 km.

#### Gestion des cours d'eau
Afin d’atteindre le bon état des eaux imposé par la Directive-cadre sur l'eau du 23 octobre 2000, plusieurs outils de gestion intégrée s’articulent à différentes échelles : le SDAGE, à l’échelle du bassin hydrographique, et le SAGE, à l’échelle locale. Ce dernier fixe les objectifs généraux d’utilisation, de mise en valeur et de protection quantitative et qualitative des ressources en eau superficielle et souterraine. Le département de Seine-et-Marne est couvert par six SAGE, au sein du bassin Seine-Normandie.
La commune fait partie du SAGE « Yerres », approuvé le 13 octobre 2011. Le territoire de ce SAGE correspond au bassin versant de l’Yerres, d'une superficie de 1 017 km2, parcouru par un réseau hydrographique de 450 kilomètres de long environ, répartis entre le cours de l’Yerres et ses affluents principaux que sont : le ru de l'Étang de Beuvron, la Visandre, l’Yvron, le Bréon, l’Avon, la Marsange, la Barbançonne, le Réveillon. Le pilotage et l’animation du SAGE sont assurés par le syndicat mixte pour l'assainissement et la gestion des eaux du bassin versant de l’Yerres (SYAGE), qualifié de « structure porteuse ».

### Moyens de transport
- Gare ferroviaire

En 1849, la Compagnie du Paris-Lyon-Méditerranée entreprend la construction de la gare sur le terrain communal de Lieusaint, juste à la limite avec celui de Moissy-Cramayel. Ce n'est que le 19 août 1909 que la gare prend le nom de Lieusaint-Moissy. Avec l'électrification des lignes, le transport ferroviaire a pris de l'ampleur : doublement des voies, arrivée du RER ainsi que du TGV.
- Gare routière

Elle aussi est située sur le terrain de la commune de Lieusaint. Le réseau de bus de Sénart couvre le territoire de l'ancienne communauté de communes de Sénart, avec près de 60 lignes basées ou en transfert par cette gare.

### Climat
Pour des articles plus généraux, voir Climat de l'Île-de-France et Climat de Seine-et-Marne.
En 2010, le climat de la commune est de type climat océanique dégradé des plaines du Centre et du Nord, selon une étude du CNRS s'appuyant sur une série de données couvrant la période 1971-2000. En 2020, Météo-France publie une typologie des climats de la France métropolitaine dans laquelle la commune est exposée à un climat océanique altéré et est dans la région climatique Sud-ouest du bassin Parisien, caractérisée par une faible pluviométrie, notamment au printemps (120 à 150 mm) et un hiver froid (3,5 °C).
Pour la période 1971-2000, la température annuelle moyenne est de 11,2 °C, avec une amplitude thermique annuelle de 15,6 °C. Le cumul annuel moyen de précipitations est de 670 mm, avec 10,8 jours de précipitations en janvier et 7,8 jours en juillet. Pour la période 1991-2020, la température moyenne annuelle observée sur la station météorologique la plus proche, située sur la commune de Montereau-sur-le-Jard à 7 km à vol d'oiseau, est de 11,6 °C et le cumul annuel moyen de précipitations est de 657,9 mm,. Pour l'avenir, les paramètres climatiques de la commune estimés pour 2050 selon différents scénarios d'émission de gaz à effet de serre sont consultables sur un site dédié publié par Météo-France en novembre 2022.

### Milieux naturels et biodiversité
Aucun espace naturel présentant un intérêt patrimonial n'est recensé sur la commune dans l'inventaire national du patrimoine naturel,,.

## Urbanisme

### Typologie
Au 1er janvier 2024, Moissy-Cramayel est catégorisée centre urbain intermédiaire, selon la nouvelle grille communale de densité à sept niveaux définie par l'Insee en 2022.
Elle appartient à l'unité urbaine de Paris, une agglomération inter-départementale regroupant 407  communes, dont elle est une commune de la banlieue,,. Par ailleurs la commune fait partie de l'aire d'attraction de Paris, dont elle est une commune de la couronne,. Cette aire regroupe 1 929 communes,.

### Lieux-dits et écarts
La commune compte 46 lieux-dits administratifs répertoriés consultables ici.

### Occupation des sols
L'occupation des sols de la commune, telle qu'elle ressort de la base de données européenne d’occupation biophysique des sols Corine Land Cover (CLC), est marquée par l'importance des territoires agricoles (51,4 % en 2018), en diminution par rapport à 1990 (74,2 %). La répartition détaillée en 2018 est la suivante : 
terres arables (48,3% ), zones urbanisées (23,5% ), zones industrielles ou commerciales et réseaux de communication (22,5% ), prairies (3% ), milieux à végétation arbustive et/ou herbacée (2,6 %).
Parallèlement, L'Institut Paris Région, agence d'urbanisme de la région Île-de-France, a mis en place un inventaire numérique de l'occupation du sol de l'Île-de-France, dénommé le MOS (Mode d'occupation du sol), actualisé régulièrement depuis sa première édition en 1982. Réalisé à partir de photos aériennes, le Mos distingue les espaces naturels, agricoles et forestiers mais aussi les espaces urbains (habitat, infrastructures, équipements, activités économiques, etc.) selon une classification pouvant aller jusqu'à 81 postes, différente de celle de Corine Land Cover,,. L'Institut met également à disposition des outils permettant de visualiser par photo aérienne l'évolution de l'occupation des sols de la commune entre 1949 et 2018.

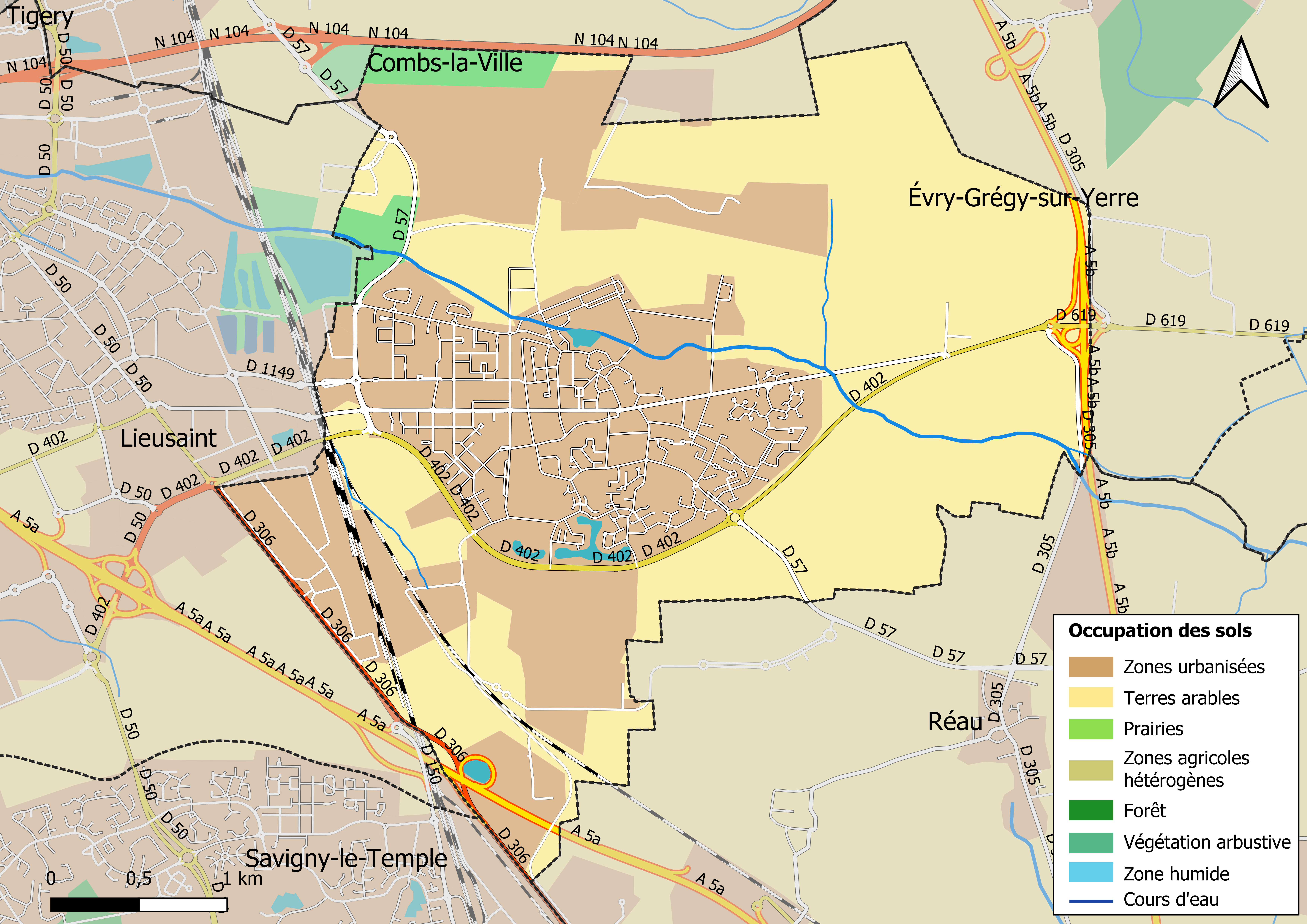
Carte des infrastructures et de l'occupation des sols en 2018 (CLC) de la commune.
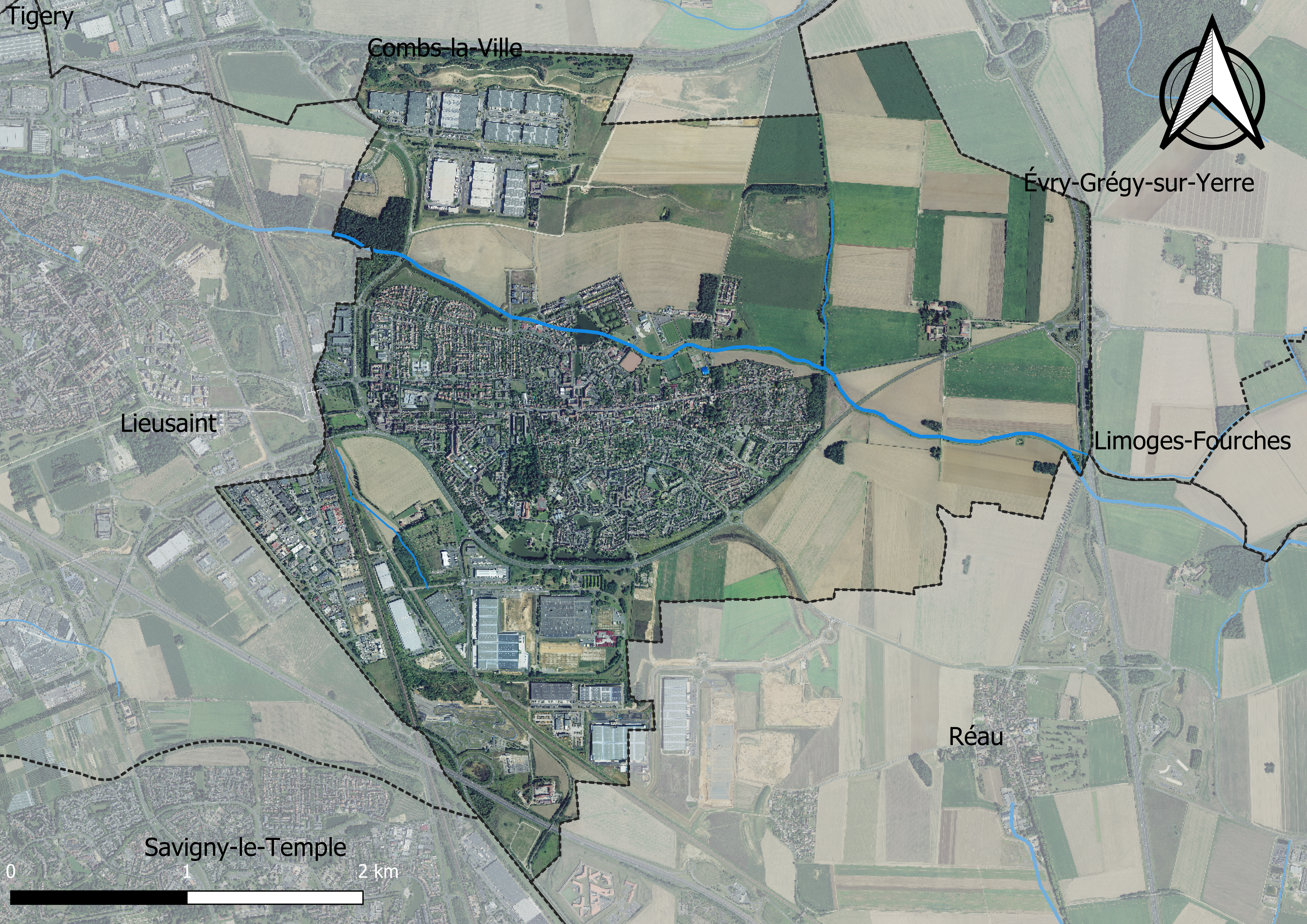
Carte orhophotogrammétrique de la commune.

### Planification
La loi SRU du 13 décembre 2000 a incité les communes à se regrouper au sein d’un établissement public, pour déterminer les partis d’aménagement de l’espace au sein d’un SCoT, un document d’orientation stratégique des politiques publiques à une grande échelle et à un horizon de 20 ans et s'imposant aux documents d'urbanisme locaux, les PLU (Plan local d'urbanisme). La commune est dans le territoire du SCOT Sénartdont l'étude a été engagée en 2013, portée par le syndicat mixte de Sénart Val de Seine (SYMSEVAS).
La commune disposait en 2019 d'un plan local d'urbanisme en révision. Le zonage réglementaire et le règlement associé peuvent être consultés sur le Géoportail de l'urbanisme.

### Logement
En 2017, le nombre total de logements dans la commune était de 6 771 dont 47,4 % de maisons et 51,7 % d'appartements.
Parmi ces logements, 94,8 % étaient des résidences principales, 0,9 % des résidences secondaires et 4,3 % des logements vacants.
La part des ménages fiscaux propriétaires de leur résidence principale s'élevait à 56,6 % contre 42 % de locataires dont, 27,5 % de logements HLM loués vides (logements sociaux) et, 1,3 % logés gratuitement.

## Toponymie
Moissy Cramayel jusqu'au XVIIe siècle, s'appela Moissy l’Evesque en 1750, du nom des Evêques de Paris qui en étaient les seigneurs. Vendu en 1643 au seigneur de Cramayel, le village reprend le nom de Moissy Cramayel en 1772.
Son étymologie viendrait de Messis (« moisson ») ou Messere (« faire la moisson »). Messia était, chez les Romains, la déesse des moissons.

## Histoire
Moissy-Cramayel s'est construit autour de son cœur ancien, le quartier du centre-ville dans le cadre de la ville nouvelle de Sénart. La topologie particulière des lieux a permis de passer en douceur de l'ancien au neuf.
Créée en 1973, la Ville nouvelle de Sénart, regroupait 10 communes et s'étendait sur deux départements : la Seine-et-Marne (Moissy-Cramayel, Cesson, Combs-la-Ville, Lieusaint, Nandy, Réau, Savigny-le-Temple et Vert-Saint-Denis) et l'Essonne (Saint-Pierre-du-Perray et Tigery).
Depuis 2015, la ville compte un vaste quartier prioritaire nommé « Lugny Maronniers - Résidence du Parc » et comptant presque 3 500 habitants en 2020.
Depuis le 1er janvier 2016, la ville nouvelle de Sénart a fusionné avec les intercommunalités voisines de l'Essonne, Evry et Corbeil au sein d'une nouvelle et grande agglomération "Grand Paris Sud-Seine-Essonne-Sénart" composée de 24 communes et de 337 000 habitants.

## Politique et administration

### Administration municipale
Le maire de Moissy-Cramayel est assisté de 8 adjoints. Le conseil municipal est également composé de 10 conseillers délégués et 10 autres conseillers.

### Liste des maires
| Période    | Période                   | Identité                                                  | Étiquette | Qualité |
| ---------- | ------------------------- | --------------------------------------------------------- | --------- | --- |
| 1789       | 1792                      | Jean-Mathurin Lherminot                                   |           | |
| 1793       | 1794                      | Jean Spire meunier                                        |           | |
| 1795       | 1800                      | Administration du Chef-lieu de canton : Brie-Comte-Robert |           | |
| 1800       | 1812                      | Jean Louis Auberge                                        |           | Propriétaire-Cultivateur |
| 1812       | 1816                      | Jean Pierre Breger                                        |           | Cultivateur |
| 1816       | 1826                      | Jean François Fontaine, marquis de Cramayel               |           | |
| 1826       | 1840                      | Jean Baptiste Alexis Belesme                              |           | |
| 1840       | 1845                      | Auguste Jozon                                             |           | Cultivateur |
| 1845       | 1855                      | Constant Desforges                                        |           | Cultivateur |
| 1855       | 1887                      | Magloire Adolphe Vaury                                    |           | Cultivateur |
| 1887       | 1892                      | Louis Léon Chandora                                       |           | Entrepreneur de Drainage |
| 1892       | 1906                      | Théodore Thomas                                           |           | Propriétaire |
| 1906       | 1916                      | Paul Charpentier                                          |           | Cultivateur |
| 1916       | 1940                      | Emile Connault                                            |           | Propriétaire, arboriculteur Maire à la suite de la démission de Paul Charpentier                                                                                            |
| 1940       | 1944                      | Eugène Langlois                                           |           | 1er adjoint, faisant fonction de maire |
| 1944       | 1947                      | Henri Bacquet                                             |           | Terrassier |
| 1947       | 1964                      | Pierre Aubergé                                            |           | Ingénieur agronome |
| 1964       | 1965                      | Jean Cailleres                                            |           | |
| mars 1965  | mars 1971                 | Philippe-François Bernard                                 |           | Docteur en médecine |
| mars 1971  | avril 2014                | Jean-Jacques Fournier                                     | PS        | Entrepreneur Président du syndicat d'agglomération nouvelle de Sénart (1987 → 2014) Suppléant du député Jacques Heuclin                                                     |
| avril 2014 | En cours (au 25 mai 2020) | Line Magne                                                | PS        | Retraitée de la fonction publique territoriale, épouse du précédent Vice-présidente de la CA Grand Paris Sud Seine-Essonne-Sénart (2016 → ) Réélue pour le mandat 2020-2026 |

### Rattachements administratifs et électoraux
La commune, ville de la région d'Île-de-France, en Seine-et-Marne, est rattachée à l'intercommunalité Communauté d'agglomération Grand Paris Sud Seine-Essonne-Sénart, ainsi qu'au canton de Combs-la-Ville, dans l'arrondissement de Melun.

### Politique environnementale
Dans le cadre de sa politique environnementale, la municipalité de Moissy-Cramayel prévoit un écoquartier, sur 77 hectares, au nord de la commune, dans le quartier de Chanteloup, incluant un parc, inauguré en juin 2019, ainsi qu'une ferme urbaine. Dans la même voie, l'entretien de certains espaces verts se fait par voie de l'éco paturage.

### Jumelages
| Ville | Ville     | Pays | Pays       | Période     |
| ----- | --------- | ---- | ---------- | ----------- |
|       | Bușteni   |      | Roumanie   | depuis 1993 |
|       | Rosenfeld |      | Allemagne  | depuis 1971 |
|       | Rosso     |      | Mauritanie | depuis 1986 |

## Équipements et services

### Eau et assainissement
L’organisation de la distribution de l’eau potable, de la collecte et du traitement des eaux usées et pluviales relève des communes. La loi NOTRe de 2015 a accru le rôle des EPCI à fiscalité propre en leur transférant cette compétence. Ce transfert devait en principe être effectif au 1er janvier 2020, mais la loi Ferrand-Fesneau du 3 août 2018 a introduit la possibilité d’un report de ce transfert au 1er janvier 2026,.

#### Assainissement des eaux usées
En 2020, la commune de Moissy-Cramayel gère le service d’assainissement collectif (collecte et ) en régie directe, c’est-à-dire avec ses propres personnels.
L’assainissement non collectif (ANC) désigne les installations individuelles de traitement des eaux domestiques qui ne sont pas desservies par un réseau public de collecte des eaux usées et qui doivent en conséquence traiter elles-mêmes leurs eaux usées avant de les rejeter dans le milieu naturel. La communauté de communes Brie des Rivières et Châteaux (CCBRC) assure pour le compte de la commune le service public d'assainissement non collectif (SPANC), qui a pour mission de vérifier la bonne exécution des travaux de réalisation et de réhabilitation, ainsi que le bon fonctionnement et l’entretien des installations,.

#### Eau potable
En 2020, l'alimentation en eau potable est assurée par la Communauté d'agglomération Grand Paris Sud Seine Essonne Sénart qui en a délégué la gestion à une entreprise privée, dont le contrat expire le 31 décembre 2021,.

## Population et société

### Démographie
L'évolution du nombre d'habitants est connue à travers les recensements de la population effectués dans la commune depuis 1793. Pour les communes de plus de 10 000 habitants les recensements ont lieu chaque année à la suite d'une enquête par sondage auprès d'un échantillon d'adresses représentant 8 % de leurs logements, contrairement aux autres communes qui ont un recensement réel tous les cinq ans,.

En 2022, la commune comptait 18 498 habitants, en évolution de +4,54 % par rapport à 2016 (Seine-et-Marne : +3,92 %, France hors Mayotte : +2,11 %).
| 1793 | 1800 | 1806 | 1821 | 1831 | 1836 | 1841 | 1846 | 1851 |
| ---- | ---- | ---- | ---- | ---- | ---- | ---- | ---- | ---- |
| 600  | 614  | 526  | 517  | 523  | 534  | 510  | 545  | 627  |

| 1856 | 1861 | 1866 | 1872 | 1876 | 1881 | 1886 | 1891 | 1896 |
| ---- | ---- | ---- | ---- | ---- | ---- | ---- | ---- | ---- |
| 609  | 692  | 749  | 800  | 829  | 897  | 922  | 945  | 977  |

| 1901  | 1906  | 1911  | 1921  | 1926  | 1931  | 1936  | 1946  | 1954  |
| ----- | ----- | ----- | ----- | ----- | ----- | ----- | ----- | ----- |
| 1 020 | 1 054 | 1 025 | 1 065 | 1 086 | 1 238 | 1 222 | 1 331 | 1 372 |

| 1962  | 1968  | 1975  | 1982  | 1990   | 1999   | 2006   | 2011   | 2016   |
| ----- | ----- | ----- | ----- | ------ | ------ | ------ | ------ | ------ |
| 2 060 | 2 364 | 3 172 | 5 195 | 12 263 | 14 298 | 16 549 | 17 243 | 17 695 |

| 2021   | 2022   | - | - | - | - | - | - | - |
| ------ | ------ | - | - | - | - | - | - | - |
| 18 248 | 18 498 | - | - | - | - | - | - | - |

### Enseignement
Moissy-Cramayel dépend de l'académie de Créteil.
La commune dispose de 8 écoles maternelles, et 8 écoles primaires :
- Les Grès
- Noyer-Perrot
- Fosse Cornue
- Les Marronniers
- Lugny
- Les Hauldres
- Chanteloup
- Jatteau

Les élèves poursuivent leur scolarité dans la commune, dans l'un des deux collèges, puis le lycée :
- Collège La Boétie
- Collège Les Maillettes
- Lycée de la Mare Carrée

### Manifestations culturelles et festivités
Les fanfaronades, Le Troc et puces, Moissy Plage.
La ville dispose d'une salle de spectacle et de cinéma, La Rotonde (construite en 1991 par Witold Zandfos), d'une capacité de 360 places.

### Santé
Plusieurs praticiens libéraux sont installés dans la commune, tant en médecine générales, qu'en spécialités, ainsi qu'un laboratoire d'analyses médicales, et 5 pharmacies.
L'hôpital le plus proche se trouve à Melun.

### Sports
La ville de Moissy-Cramayel a une équipe de football, l'US Moissy qui est en Régionale 1 (6ème division nationale). À Moissy-Cramayel se trouve le plus grand circuit de karting de France, qui est l'un des  trois plus grand d'Europe.

### Culte
Les personnes de confession catholique disposent d'un lieu de culte dans la commune, l'église Notre-Dame-de-l'Assomption de Moissy-Cramayel.
Les musulmans disposent d'une mosquée.
La commune dispose également d'une pagode bouddhiste, le Wat Thammapathip (littéralement « temple de la lumière »), nom du château de Lugny depuis qu'il a été racheté en 2000 par l'Association internationale thaïe des bouddhistes en France (AITBF).
Les protestants, juifs, ou orthodoxes doivent se rendre dans les communes limitrophes.

## Économie

### Commerce et industrie
- groupe ATF (créé en 1995 à Paris, transféré en 1999 à Moissy), reconditionnement de matériel informatique, 85 p., 23M € (2018)[60].

#### Zones d'activités
- parc d'activités d'Arvigny,
- parc d'activités du Château d'eau,
- parc d'activités des Viviers,
- parc d'activités de Chanteloup,
- parc d'activités des Chevrons,
- parc de l'Ecopôle
- parc d'activités de l'A5

### Secteurs d'activité

#### Agriculture
Moissy-Cramayel est dans la petite région agricole dénommée la « Brie française », (ou Basse-Brie), une partie de la Brie autour de Brie-Comte-Robert. En 2010, l'orientation technico-économique de l'agriculture sur la commune est diverses cultures (hors céréales et oléoprotéagineux, fleurs et fruits).
Si la productivité agricole de la Seine-et-Marne se situe dans le peloton de tête des départements français, le département enregistre un double phénomène de disparition des terres cultivables (près de 2 000 ha par an dans les années 1980, moins dans les années 2000) et de réduction d'environ 30 % du nombre d'agriculteurs dans les années 2010. Cette tendance se retrouve au niveau de la commune où le nombre d’exploitations est passé de 7 en 1988 à 4 en 2010. Parallèlement, la taille de ces exploitations diminue, passant de 176 ha en 1988 à 160 ha en 2010.
Le tableau ci-dessous présente les principales caractéristiques des exploitations agricoles de Moissy-Cramayel, observées sur une période de 22 ans : 
|                                      | 1988  | 2000 | 2010 |
| ------------------------------------ | ----- | ---- | ---- |
| Dimension économique,                |       |      |      |
| Nombre d’exploitations (u)           | 7     | 4    | 4    |
| Travail (UTA)                        | 28    | 13   | 8    |
| Surface agricole utilisée (ha)       | 1 235 | 933  | 638  |
| Cultures                             |       |      |      |
| Terres labourables (ha)              | 1 204 | 911  | 610  |
| Céréales (ha)                        | 761   | 537  | 400  |
| dont blé tendre (ha)                 | 581   | 390  | 246  |
| dont maïs-grain et maïs-semence (ha) | 150   | 71   | 30   |
| Tournesol (ha)                       | 0     |      |      |
| Colza et navette (ha)                | 117   |      | s    |
| Élevage                              |       |      |      |
| Cheptel (UGBTA)                      | 186   | 26   | 45   |

## Culture locale et patrimoine

### Lieux et monuments

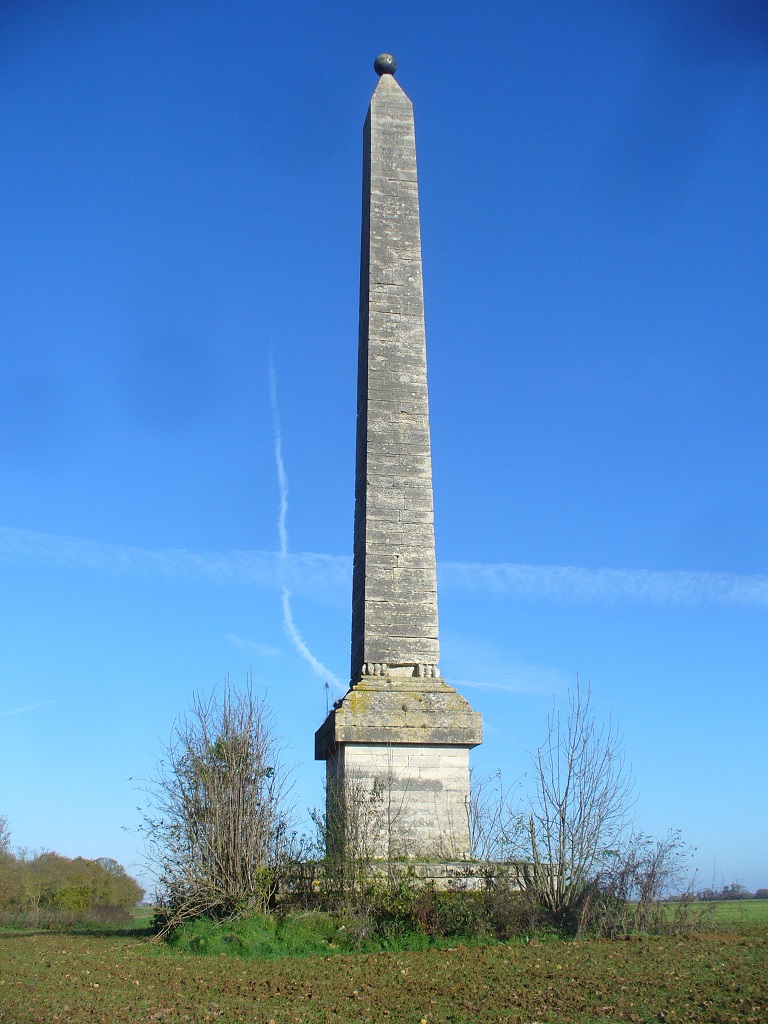
Obélisque, Moissy-Cramayel (77).

- Le château de Cramayel, château médiéval avec sa chapelle fondée en 1203, remanié et embelli au début du XVIIIe siècle par la famille de Mesmes, érigé en marquisat en 1773 par Louis XV, a été démoli en 1824. Seuls subsistent aujourd'hui les fossés, les communs, et la Pyramide de Cramayel, obélisque en pierres de Créteil, haut de 25 mètres et surmonté d'un globe de cuivre. Cet obélisque a été érigé en 1767 sous la direction de l'architecte Oudot de Maclaurin à la demande de François Fontaine, seigneur de Cramayel, pour célébrer ses 20 ans de félicité conjugale. Il a été inscrit à l'inventaire supplémentaire des monuments historiques en 1975.
- Château de Lugny (XIXe siècle) et son parc (1785), aujourd'hui transformé en pagode bouddhiste thaïlandaise, avec un grand columbarium dans le parc[64].
- Église Notre-Dame-de-l'Assomption : Classée monument historique en 1926.
- Monument aux morts guerre 1914-1918 par Edme Marie Cadoux (1853-1939).

### Personnalités liées à la commune
- Pascal Martinot-Lagarde (1991-), athlète spécialiste du 110 m haies, champion du monde junior en 2010 à Moncton (Canada), actuel détenteur du record de France (12 s 95) en 2014 à Monaco, 4e des Jeux olympiques d'été de 2016 à Rio de Janeiro, 5e des Jeux olympiques d'été de 2020 à Tokyo , champion d'Europe en 2018 à Berlin, a été formé et toujours vécu à Moissy-Cramayel.
- Kingsley Coman (1996-), footballeur international formé à l'US Sénart-Moissy (2002-2005) avant d'évoluer au Paris Saint-Germain, à la Juventus de Turin et au Bayern Munich, a joué et été formé au club de Moissy-Cramayel dans sa jeunesse.

### Héraldique
|  | Les armes de la ville se blasonnent ainsi : tranché au 1) d’or au croissant de sable, au 2) d’azur à la fontaine jaillissante d’argent ; à la cotice d’argent brochant sur la partition. |